# Estoublon
Estoublon ist eine südfranzösische Gemeinde mit 480 Einwohnern (Stand 1. Januar 2022) im Département Alpes-de-Haute-Provence in der Region Provence-Alpes-Côte d’Azur. Sie gehört zum Arrondissement Digne-les-Bains und zum Kanton Riez.

## Geographie
Das Dorf liegt auf 513 m. Zu Estoublon gehörten neben der Hauptsiedlung auch die Weiler Bellegarde und Trévans. Letzterer wurde 1973 eingemeindet. Durch die Gemeindegemarkung fließt die Asse, sowie ihr Zufluss Estoublaisse.
Die Gemeinde grenzt im Norden an Beynes, im Osten an Senez (Enklave), im Südosten an Majastres, im Süden an Saint-Jurs, im Südwesten an Bras-d’Asse, im Westen an Saint-Jeannet und im Nordwesten an Mézel.

## Bevölkerungsentwicklung
| Jahr      | 1962 | 1968 | 1975 | 1982 | 1990 | 1999 | 2009 | 2016 |
| --------- | ---- | ---- | ---- | ---- | ---- | ---- | ---- | ---- |
| Einwohner | 200  | 207  | 209  | 243  | 301  | 337  | 459  | 483  |

## Sehenswürdigkeiten

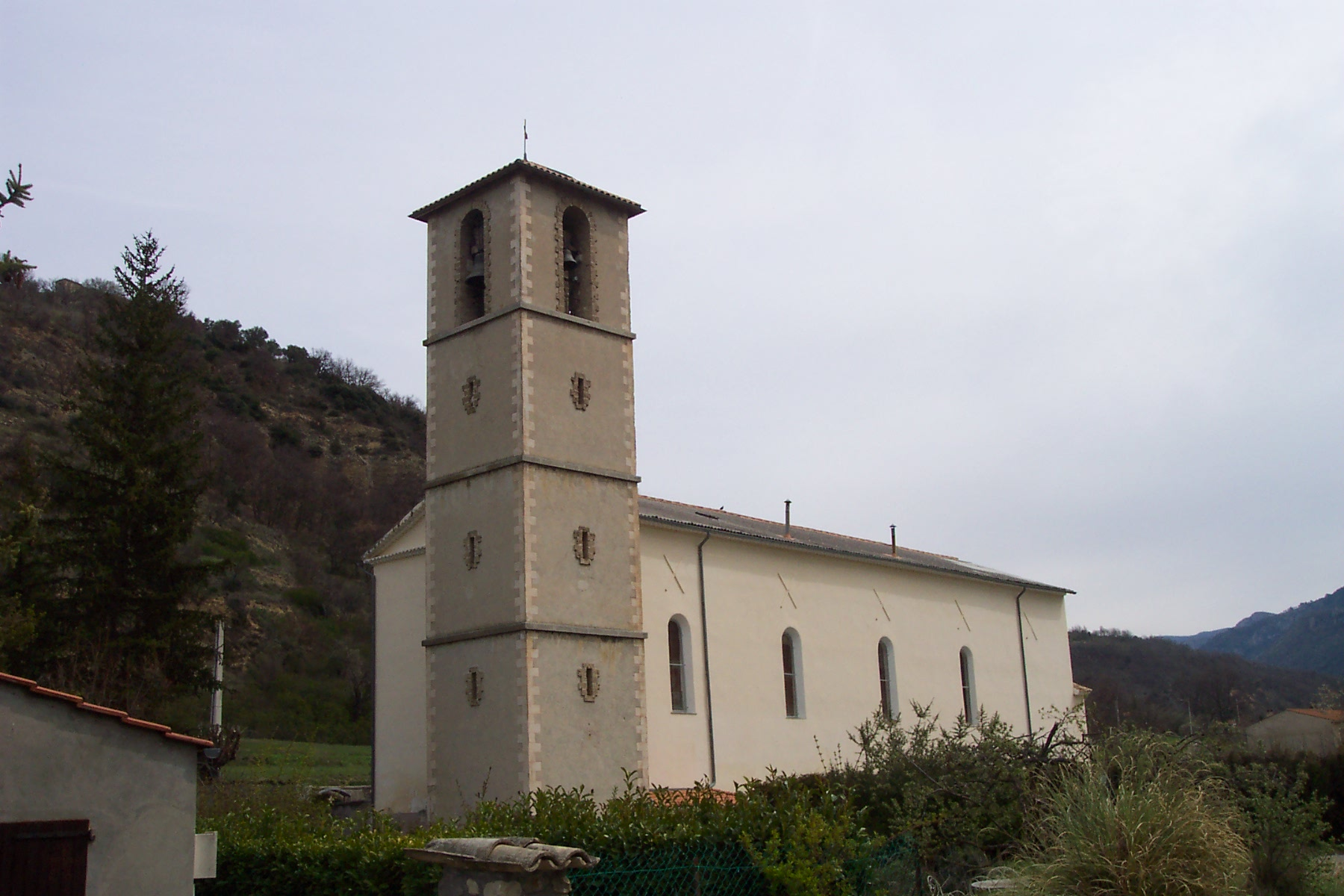
Kirche Notre-Dame

- Kirche Notre-Dame, Monument historique
- Eine öffentliche Uhr, Monument historique
- Überreste der Kapelle Saint-André